# Digitales Kino
Das digitale Kino (Digital Cinema, D-Cinema) ist eine Kinotechnik, welche die vorher übliche mechanische und photochemische Speicherung und Verbreitung von Filmen auf Filmrollen durch digitale Verfahren ersetzt. Sie umfasst 2D- und 3D-Wiedergabe. In den Jahren 2006 und 2007 wurden weltweit rund 5.000 Kinosäle von Film auf digitale Projektion umgestellt, im Jahr 2009 dagegen schon über 15.000 Kinos auf digitale Projektion umgerüstet. Gemäß der Planung der großen US-Ketten wie AMC Theatres oder Regal sollte damit bereits 2011/2012 der größte Teil der Kinovorstellungen in den USA digital erfolgen.
Im weiteren Sinne bezeichnet „digitales Kino“ die Digitalisierung der gesamten Produktionskette von den Filmaufnahmen über die Postproduktion bis hin zu Archivierung, Distribution und Vorführung von Kinofilmen.
Der Artikel Digitale Kinokamera gibt eine detaillierte Übersicht über die Kameras für digitale Kinoproduktionen.

## Geschichte
Obgleich digitale Aufzeichnung rasant an Marktanteil gewinnt, wurden einst in der Filmindustrie die meisten Filme auf Filmmaterial fotografiert, nahezu alle Filmproduktionen werden aber bereits digitalisiert und per Digital Intermediate gefertigt. Die Nachbearbeitung erfolgt dann ausschließlich am Computer. Mit dem digitalen Kino werden vor allem die ersten Schritte – die Filmaufnahmen – und die letzten Schritte der Filmproduktion, das Kopieren, Verteilen und Aufführen bzw. die Wiedergabe auf den neuesten Stand der Technik gebracht. Das stellt einen ökonomischen, ökologischen und logistischen Fortschritt, hingegen zumindest derzeit noch einen qualitativen Rückschritt dar, da der bisherige Weg analoge Aufnahme – digital Intermediate – Ausbelichtung – analoge Projektion seit Jahrzehnten sehr hochwertig möglich ist (einem Digital Intermediate Material ist in der Regel in der Praxis also im Kinosaal kaum anzumerken, dass es zwischendurch digital war), die digitale Aufnahme aber trotz hoher Auflösung und Kontrastumfang der Kameras technisch-ästhetisch noch in den Kinderschuhen steckt, und des Weiteren insbesondere die steril wirkende Projektion mit einem digitalen Projektor deutliche Abstriche mit sich bringt, (noch verschärft durch die Tatsache, dass in sehr vielen Kinos die Digitalprojektoren nicht adäquat kalibriert sind, was in der Analogtechnik gar nicht nötig und damit als Fehlerquelle ausgeschlossen war.) Zwar verringert sich die Bildgüte bei Ausbelichtung auf Film und anschließender mechanischer Aufführung und kann nie die volle Bildgüte des digitalen Masters erreichen, kommt dieser aber im Vergleich zur digitalen Projektion näher, da die Ausbelichter nur eine sehr kleine Fläche optisch fehlerfrei und ohne nötige hohe Helligkeit ausleuchten, und das vor allem nicht in Echtzeit tun müssen. Film verschleißt beim Aufführen; Filmkopien, die oft eingesetzt werden, verlieren erheblich an Qualität, sind aber naturgemäß leicht ersetzbar, somit handelt es sich hier um ein vorwiegend profitinteressiertes Argument.
Der entscheidende Schritt dazu war die Gründung der Digital Cinema Initiatives (DCI) durch sämtliche Major-Hollywood-Studios (Disney, Fox, MGM, Paramount, Sony Pictures Entertainment, Universal und Warner Bros.) im März 2002. Ihre Aktivitäten haben inzwischen einen Standard für digitales Kino geschaffen.
In Asien wird das Konzept schon lange umgesetzt, am 31. Januar 2002 wurde mit The Missing Gun der erste digitale Kinofilm aus China veröffentlicht. Indien folgte am 18. April 2003 mit Hero – Love story of a spy und Singapur mit After School am 22. November 2003. Bis 2007 wurden allein in Indien durch eine einzige Firma über 800 digitale Kinos eingerichtet.
In Europa startete am 12. November 2004 das Projekt European DocuZone in acht Ländern und 182 Kinos, davon 112 in Deutschland. Die teilnehmenden Länder sind Deutschland, Frankreich, Niederlande, Österreich, Portugal, Slowakei, Spanien und Großbritannien. Dieses Projekt wird durch die Filmförderung und EU-Mittel unterstützt und fokussiert sich dabei ganz bewusst darauf, die Auswertungssituation von kleinen Filmen in kleinen Kinos mit kleinen Leinwänden zu verbessern. European DocuZone legt seinen Schwerpunkt vor allem auf den Dokumentarfilm. Die hierbei verwendete Technik entspricht nicht den DCI-Standards, was zeigt, dass für die Festlegung zukünftiger Standards die Besitzer der Filmrechte ein erhebliches Wort mitzusprechen haben.
Nach der Verabschiedung der DCI-Spezifikationen sind bis 2021 weltweit über 208.000 Leinwände umgestellt worden, und es kommen jährlich mehr hinzu. In Deutschland war die Entwicklung Ende 2013 nahezu abgeschlossen. 
Fast alle deutschen Multiplexketten bieten mittlerweile digitale DCI-Projektion mit 2K-Auflösung oder mehr, einige sogar mit Laser-Projektion.
Ein weiterer Faktor, der die Verbreitung des digitalen Kinos fördert, ist das Angebot der Kamerahersteller – alle weltweit führenden Kamerahersteller und Verleiher haben zwischenzeitlich Kameras zur digitalen Kinoproduktion im Angebot, so beispielsweise die 1080p-Kameras (1920 × 1080 Bildpunkte):
- P+S Technik / Silicon Imaging – SI-2K (bspw. Danny Boyle – Slumdog Millionär, Guy Ritchie – Sherlock Holmes: Spiel im Schatten)
- Panavision – Genesis (bspw. Bryan Singer – Superman Returns, Mel Gibson – Apocalypto),
- Grass Valley – Viper (bspw. David Fincher – Zodiac – Die Spur des Killers, Michael Mann – Miami Vice),
- Sony – 750/900/950 HDCAM (bspw. George Lucas – Star Wars Episode III, Robert Altman – A Prairie Home Companion, Robert Rodriguez – Sin City).
- Arriflex D-20

Ferner die neueren 4K-Kameras wie beispielsweise:
- Dalsa Origin
- RED

Die digitalen Kinokameras machen – anders als bei der digitalen Fotografie – weiterhin eine teure Investition aus.

## Neue Möglichkeiten
Für die Kinobetreiber ergeben sich Folgekosten, wenn die bestehenden Filmprojektoren erweitert oder durch Digitaltechnik ersetzt werden. Dafür bietet die Digitaltechnologie aber auch neue Möglichkeiten sowohl bei der Automatisierung als auch bezüglich der Filminhalte. So werden in Deutschland und Österreich bereits live spezielle Vorstellungen aus der Metropolitan Opera oder der Berliner Philharmoniker angeboten.
Die Datenauslieferung (digitale Übermittlung von Filmen), insbesondere die unterbrechungsfreie Live-Übertragung von beispielsweise Sportveranstaltungen, erfordert eine Verbindung mit hoher Bandbreite, die konstant zur Verfügung stehen muss. Folgende Möglichkeiten sind dafür denkbar:
- Die Übertragung per Satellit. Diese bietet eine hohe und konstant zur Verfügung stehende Kapazität, bedeutet aber auch einen hohen Verschlüsselungsaufwand, um zu verhindern, dass Unbefugte den Datenstrom empfangen und die Filme schon vor oder zum Kinostart illegal in perfekter Qualität über das Internet weiterverbreiten.
- Die Übertragung über eine DSL-Verbindung. Dabei ist mehr Sicherheit gegenüber dem Aufgreifen des Datenstroms von außerhalb geboten. Mit einer Very High Speed Digital Subscriber Line oder dem ausbaufähigeren DSL-Chipsatz Uni-DSL ist eine theoretische Bandbreite von bis zu 200 MBit/s möglich, die auch eine Übertragung von Live-Events ermöglichen würde.

## Digitalisierung
Für bestehendes Filmmaterial ist eine Digitalisierung notwendig. Meist wird aber schon heute zur Nachbearbeitung digitalisiert. Dabei wird der Film abgetastet und in ein digitales Speicherformat umgewandelt. Bei digitaler Aufnahme erfolgt die Digitalisierung bereits während der Aufnahme. Für filmbasierende Projektion werden die Bilddaten am Ende der Nachbearbeitung auf (meist) 35-mm-Film ausbelichtet.

## Datenformat
Um von verschiedenen Kameras aufgenommenes Material in Systemen verschiedener Hersteller bearbeiten zu können und deren Output mit Projektoren unterschiedlicher Qualität zu zeigen, bedarf es eines gemeinsamen Masterformats. Verschiedene Standardisierungsgremien beschäftigen sich damit, der größte Schub kommt aber derzeit von der DCI, die sich in ihren Anforderungen bei der Distribution der digitalen Filme inzwischen für digitales Kino auf M-JPEG2000 festgelegt hat.

### Bildauflösung
Das Bild eines 35-mm-Films hat im Negativ je nach Filmempfindlichkeit, Belichtung und Hersteller eine theoretische Auflösung von über 3000 Zeilen.
Laut Messungen unabhängiger Institute kommt hiervon – nach zahlreichen Zwischenschritten und Umkopiervorgängen – in den deutschen Kinos noch eine Auflösung von durchschnittlich knapp 1000 Zeilen an.
In der Praxis reicht eine 4K-Abtastung (4096 × 2160 Bildpunkte) aus, um alle Details bis auf die Kornstruktur des Filmmaterials wiederzugeben. Durch die verschiedenen Kopierprozesse mit Negativ, Nullkopie und Positivkopie verliert das Material aber so stark an Auflösung, dass nurmehr eine Auflösung von 2048 Bildpunkten als realistisch betrachtet werden kann. Aus diesem Grund werden seit Jahren Kinofilme in 2K-Auflösung (2048 × 1080 Bildpunkte) gescannt, mit digitalen Effekten in gleicher Auflösung versehen und ebenfalls mit 2K-Auflösung wieder ausbelichtet.
Im Rundfunkbereich haben sich mit 720p (1280 × 720 Bildpunkte) und 1080p/i (1920 × 1080 Bildpunkte) zwei weitere HD-Formate etabliert. Gerade das Format 1080p wird mittlerweile schon oft für digitale Kinoproduktionen eingesetzt. So wurden beispielsweise Avatar – Aufbruch nach Pandora, Apocalypto, Miami Vice, Star Wars – Episode 3 und Superman im 1080p-HD-Format produziert. Zur Weiterverarbeitung wird das entwickelte Kameranegativ mit 2K bzw. immer öfter 4K gescannt.

### Videocodec
Die hohe Datenrate von digitalem Video- oder Filmmaterial macht die Speicherung und Übertragung technisch sehr aufwändig und kostspielig. Datenkompression reduziert sowohl die Bild- als auch Tondatenmenge. Zur Kompression und Dekompression wird ein sogenannter Codec (Compressor/Decompressor) verwendet. Besonders im Videobereich gibt es eine Vielzahl an spezialisierten Codecs. Für Digital Cinema ist die DCI-Norm mit Abstand marktführend.
MPEG-2

Große Verbreitung – vor allem im Broadcast-Bereich – hat in den letzten Jahren MPEG-2 gefunden. Neben einer akzeptablen Kompression bietet MPEG-2 die Verlässlichkeit eines über einen langen Zeitraum erprobten offenen Standards. Die Variante MPEG-2-HD wird vielfach als Datenaustausch- und Speicherformat verwendet.
Windows Media

Auch Microsoft hat mit Windows Media 9 (WM9) einen HD-fähigen Codec im Portfolio. Im Gegensatz zu MPEG-2 ist dessen Algorithmus jedoch proprietär und nicht offengelegt. Des Weiteren ist der Codec nur unter Windows verfügbar. Microsoft versucht, WM9 als Standard für HD-Video und HD DVDs zu etablieren. Auf der WM9-Website finden sich Trailer in 720p- und 1080p-Auflösung zum Download. WM9 integriert DRM-Technologie zur Rechtekontrolle.
Einen kleinen Erfolg beim Digital Cinema konnte Microsoft 2003 verbuchen, als die Kinokette Landmark alle 177 Leinwände in 53 Kinos mit WM9-kompatibler Hardware ausstattete. Momentan liegt die höchste Auflösung von WM9-kodiertem Video bei 1920 × 1080 Bildpunkten.
Motion JPEG 2000

Im Juni 2004 erklärte die DCI Motion JPEG 2000 zum Codec der Wahl. Dieser basiert auf Part 1 des JPEG-2000-Standards. Der JPEG-2000-Standard ist der Nachfolger von JPEG, einem weitverbreiteten Verfahren zur Speicherung von Rastergrafiken. Motion JPEG 2000 vollzieht die simple Aneinanderreihung von einzelnen JPEG-2000-Bildern zu einem Video. Der Codec hat dabei einige einzigartige Vorteile gegenüber den anderen Lösungen:
- verlustfreie oder verlustbehaftete Kompression
- frei skalierbare Auflösung und Qualität
- hohe Farbtiefe bis zu 32 bit pro Kanal
- verschiedene Sampling-Formate (RGB, YCbCr) mit wählbaren Sampling-Frequenzen
- anwendungsgerechte Kompressionsverfahren (Qualität, VBR, CBR)
- Intraframe-Codierung, d. h. die Bilddaten eines Frames sind unabhängig vom Vorgängerframe
- MPEG-4-basiertes Dateiformat verschafft Interoperabilität
- Einbettung von Metadaten möglich
- Alphakanäle und mehrere Ebenen möglich

### Die DCI-Spezifikation
Die DCI hat ihre technische Spezifikation eines Speicher- und Transportformats für digitalen Film festgelegt und der SMPTE mitgeteilt.
Im Juli 2005 wurde die Version 1.0, im April 2007 die Version 1.1 der DCI System Requirements and Specifications for Digital Cinema veröffentlicht.
Dabei haben sich die Mitglieder für den Codec Motion JPEG 2000 entschieden. Die Master-Auflösung kann 2K, 4K und 2K in 3D betragen. Je nach Kamera und Projektor werden niedrigere Auflösungen festgelegt. Verwendet wird ISO/IEC 15444-1 „JPEG2000“ (.jp2) im CIE-XYZ-Farbraum mit 12 bit je Komponente bei 1/2.6 Gamut kodiert zu 16 bit RGBA 4444. Der Audiokanal enthält Bitströme mit 24 Bit bei 48 kHz oder 96 kHz Abtastrate. Der Datencontainer ist MXF-konform mit XML-kodiertem Inhaltsverzeichnis und maximal 250 MBit/s. 24 und 48 Bilder sind pro Sekunde bei 2K spezifiziert, 25 werden eingearbeitet, 30 sind in der Planung, 4K ist bei 24 Hz. Projekte wie der zweite Teil von Avatar – Aufbruch nach Pandora (Regie: James Cameron) sowie die Hobbit-Trilogie (Regie: Peter Jackson) werden jedoch bereits mit 48 Bildern pro Sekunde produziert und verlangen für eine Projektion in 3D somit (je nach Projektionstechnik) sogar 96 Hz.
Das Format bietet genügend Spielraum für die technische Weiterentwicklung. Durch die Verwendung von Alphakanälen und mehrerer Ebenen können beispielsweise Untertitel integriert werden. Der Löwenanteil der tausenden digitalen Säle verwendet 2K. Die DCI hat das Standardisierungsverfahren offiziell abgeschlossen, erarbeitet aber weitere Details, die unter anderem Sicherheitsfragen und 3D-Projektion betreffen.

### DRM und Watermarking
Mit einem digitalen Filmmaster haben die Studios die Möglichkeit, den Film verlustfrei und beliebig oft zu kopieren. Ungünstigerweise für die Rechteinhaber erleichtert das aber auch die illegale Verbreitung der Inhalte über Internet-Tauschbörsen. Besonders Musik und Kopien von DVD-Filmen werden über diese Peer-to-Peer-Netzwerke verbreitet. Immer wieder tauchen Filme in Tauschbörsen auf, die mit der Videokamera von der Kinoleinwand abgefilmt wurden. Es gibt ein Konzept, das Abfilmen zu verhindern, „Video Encoded Invisible Light Technology“ (VEIL). Hier werden Wasserzeichen ins Filmbild eingelagert, die von den Kameras erkannt werden und somit zur Abschaltung führen sollen.
Durch das Vorhandensein eines digitalen Filmmasters erhöht sich die Gefahr, dass an irgendeiner Stelle der Produktions-, Übermittlungs- und Aufführungskette eine Kopie des Films in eine Tauschbörse eingestellt wird. Noch sind die Datenmengen, die bei einem digitalen Film anfallen, zu hoch für die schnelle Verbreitung über das Internet, doch Skalierung oder Kompression des Videos und vor allem schnell wachsende Netzwerk-Bandbreiten lassen Raubkopien zur ernsthaften Herausforderung für die Rechteinhaber werden.
Aus diesem Grund könnte ein zukünftiger digitaler Filmmaster mit Digital-Rights-Management (DRM)-Technik geschützt werden. Diese ermöglicht es den Rechteinhabern, die Kontrolle über ihre Filme auch nach der (digitalen) Auslieferung an die Kinos zu behalten.
DRM-Systeme verknüpfen in einer Lizenz bestimmte Restriktionen und Anforderungen mit einer Mediendatei. Diese können unter anderem umfassen:
- Zeitraum, für den die Lizenz gültig ist (z. B. ein Monat)
- Zeitfenster, in welchem die Lizenz gilt (z. B. nur Spätvorstellungen)
- Räumlichkeiten, in der die Lizenz gültig ist (z. B. kommerziell betriebenes Kino oder Saalgröße)
- Abspielqualität (z. B. Auflösungsäquivalent zu 70 mm, 35 mm oder niedriger)
- Anzahl der Wiederholungen (z. B. der Testläufe oder Vorführungen)
- Verpflichtung, den ganzen Inhalt zu zeigen, also keine Teile zu überspringen (z. B. Abspann)
- Technik, für welche die Lizenz gültig ist (z. B. Produktionscomputer oder Projektorart)
- Sicherheitsstandards der Technik (z. B. Möglichkeiten Wasserzeichen zu vergeben)
- Verpflichtung zur Angabe der Abspieldaten (z. B. Titel, Uhrzeit, Ort)
- Weitergabe der Daten an Dritte (z. B. Produktionshaus, Werbetreibende u. ä.)
- Lizenzkosten (z. B. abzuführende Prozente an die FFA) (Lit.: FFA-Studie, 2003)

Die DCI verfolgt beim Digital Rights Management (DRM) eine Politik des „control lightly, audit tightly“ (sinngemäß: „beschränke schwach, überwache stark“). Dies bedeutet, dass ein Film gezeigt werden kann, obwohl die Abspiellizenz dies eigentlich nicht erlaubt (z. B. wegen einer zeitlichen Begrenzung oder einer Beschränkung der gleichzeitig laufenden Kopien). Gleichzeitig registriert das System allerdings alle Aktivitäten lückenlos, so dass derartige Lizenzüberschreitungen zusätzlich berechnet oder abgemahnt werden können. Dies soll Kinobetreibern mehr Flexibilität geben und verhindern, dass Vorstellungen aufgrund von technischen oder organisatorischen Problemen in Bezug auf DRM ausfallen müssen.
Zusätzlich zu den DRM-Maßnahmen ist auch eine Kennzeichnung mittels Wasserzeichen (Watermarking) denkbar. Dabei können Urheberrechts-Informationen unsichtbar in das Bild eingebettet werden. Diese bleiben dann auch beim Konvertieren in andere Formate oder beim Abfilmen enthalten. Die Copyright-Informationen können von Sicherheitsbeauftragten mit spezieller Software wieder ausgelesen werden. Eingebettet werden kann zum Beispiel der Name des Kinos, für das der Film bestimmt ist. Bei der Aufführung können auch Watermarks direkt vom Player erzeugt werden. Damit könnten auch das Datum der Aufführung und der Kinosaal im Bild versteckt werden.

## Distribution
Für das Kopieren und Verteilen der Filminformationen sind mehrere Möglichkeiten vorhanden.

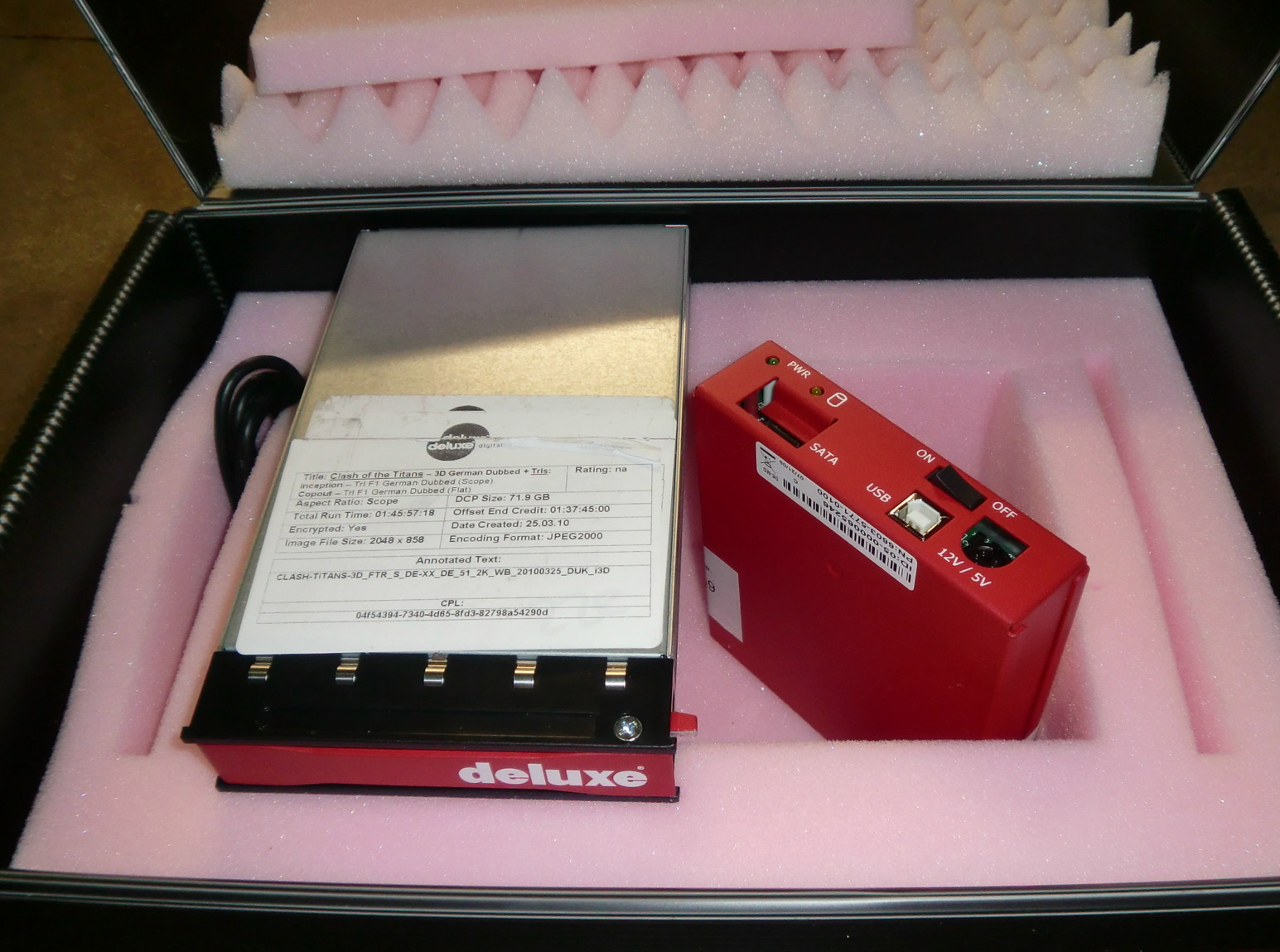
Festplatten mit DCP von Kampf der Titanen im Transportkoffer

### Wechselmedien
Meist werden Digital Cinema Packages (DCPs) auf Festplatten eingesetzt, da ein Film mit 90 Minuten Länge und in HD-Auflösung etwa 70 GByte groß ist. Der Einsatz von DVD-Medien wird auf Grund der benötigten Datenmenge nicht in Betracht gezogen. Diese Art der Verteilung würde die Übertragung von Liveveranstaltungen verhindern; ein aufwendiger Kopier- und Verteilprozess würde weiterhin anfallen. Auch in Bezug auf Datensicherheit erscheint die DVD-Lösung relativ problematisch.
Die Digital-Cinema-Server verfügen je nach Hersteller über verschiedene Verfahren, die Daten der Festplatten einzuspielen.
Je nach Server stehen eSATA-, USB2.0-, USB3.0- oder CRU-Wechselplatten zur Verfügung.
Um diese Festplatten mit einer möglichst hohen Datenrate zu kopieren, gibt es spezielle Festplattenkopierer. Für jedes Format gibt es Kopiersysteme, die das Vervielfältigen von Datenträgern vereinfachen. Es werden hundertprozentig identische Kopien einer Masterfestplatte gefertigt. Diese Kopiersysteme werden in der Regel von verschiedenen Dienstleistern betrieben.

### Datenleitung
Im Vergleich zu den Wechselträgern entfällt der Kopierprozess. Allerdings müsste jedes Kino über eine Datenleitung mit einer Verteilstation verbunden werden. Dieses Verfahren wäre relativ sicher gegen Abhören der Daten durch Dritte, allerdings sehr aufwendig.

### Satellitenverbindung
Durch eine flächendeckende Ausstrahlung der Information entfällt der Kopierprozess und die Anbindung der Kinos durch Standleitungen. Falls notwendig, würde als Rückkanal für Ausstrahlungsinformationen, Anzahl der Ausstrahlungen lediglich eine Telefonleitung anfallen. Es besteht das Risiko, dass die Datenübertragung von nicht berechtigten Dritten abgehört und entschlüsselt wird.

## Projektionstechnik

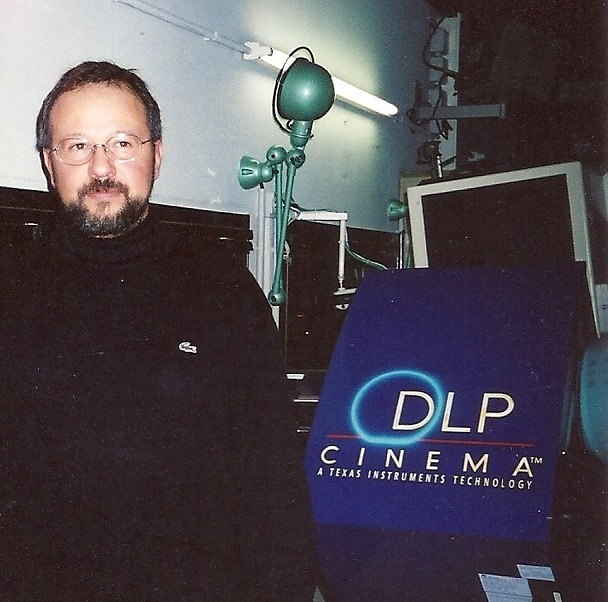
Kino-DLP-Projektor von Texas Instruments (2000)

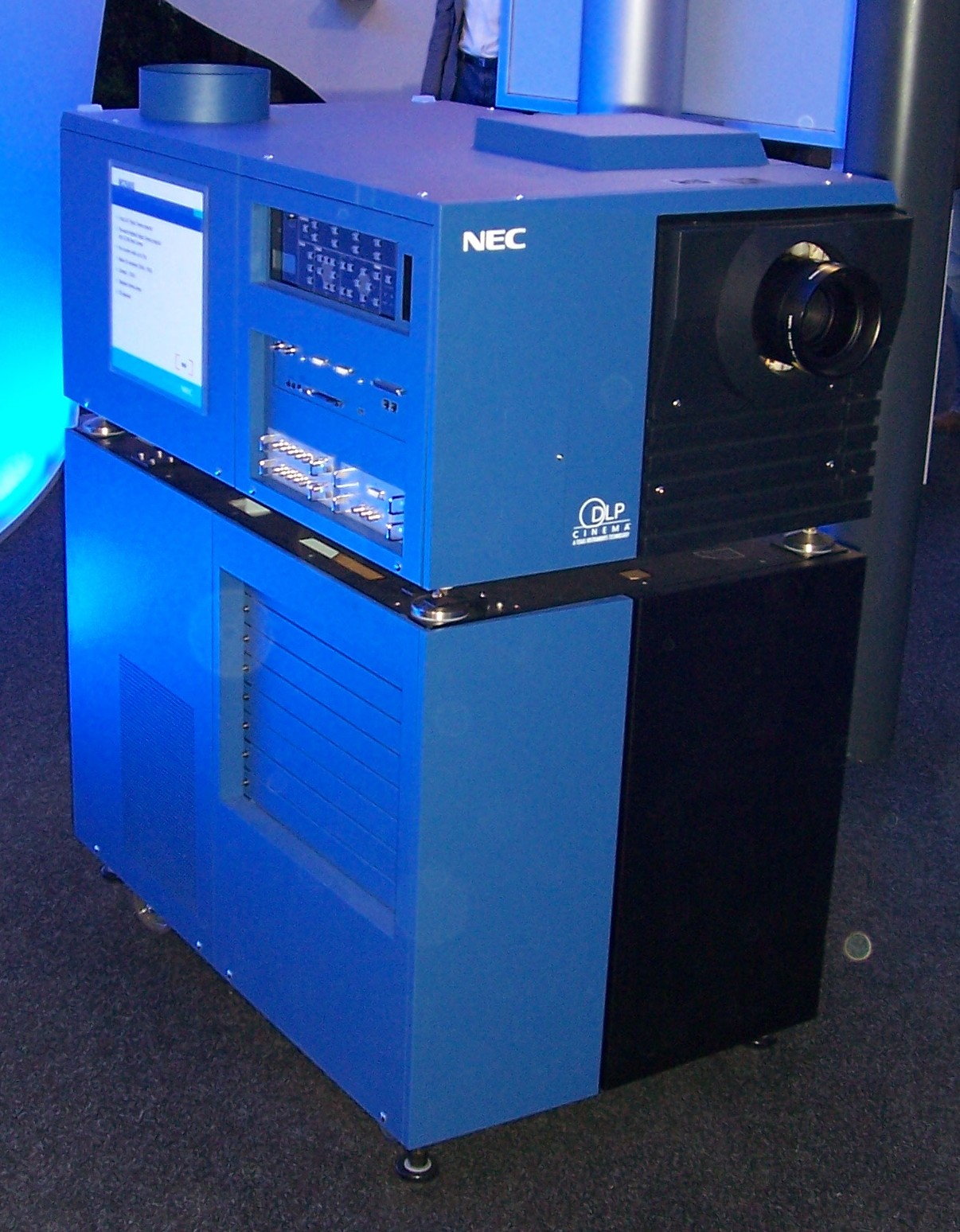
Kino-DLP-Projektor von NEC

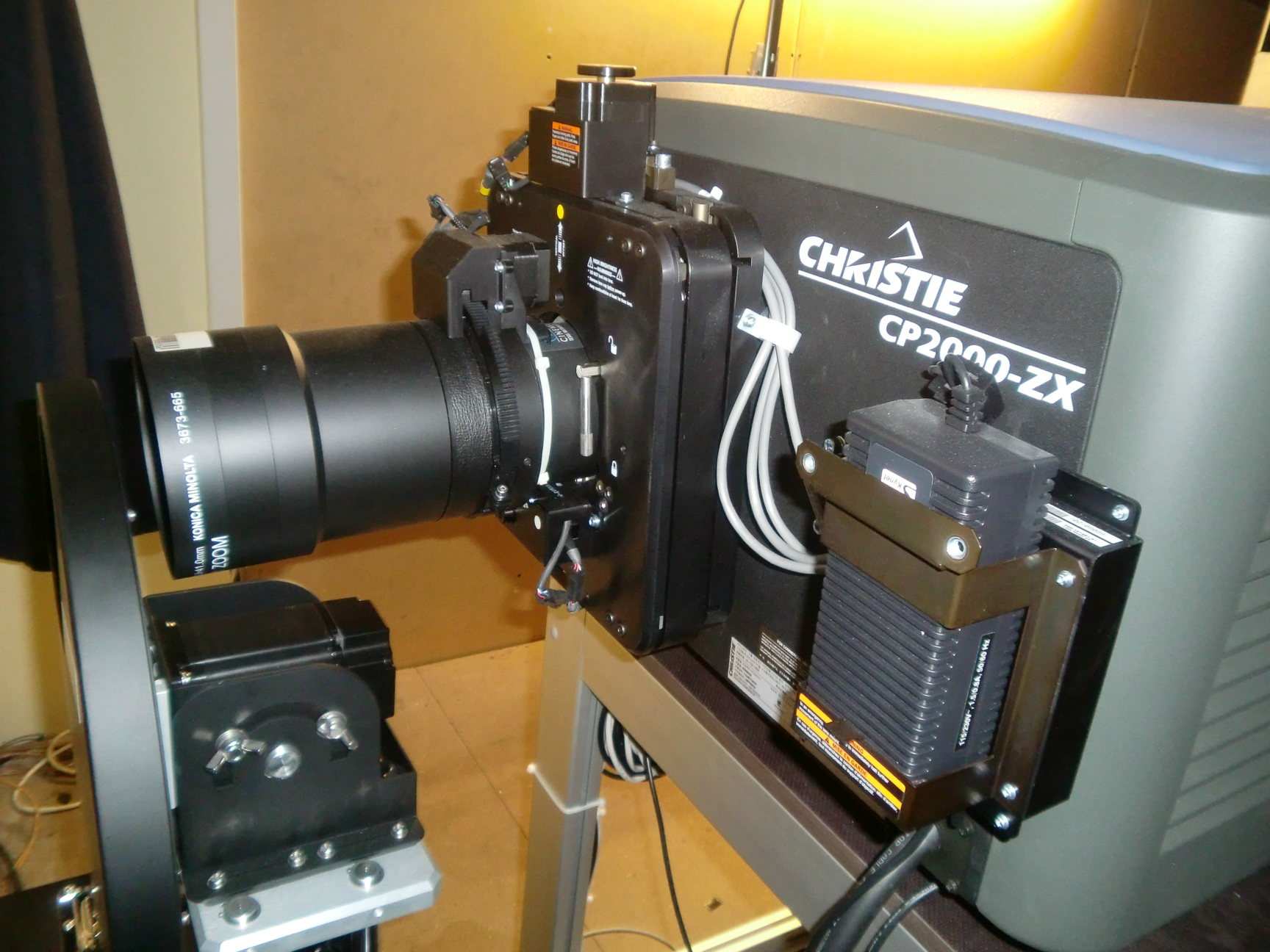
Projektor der Firma Christie von vorne

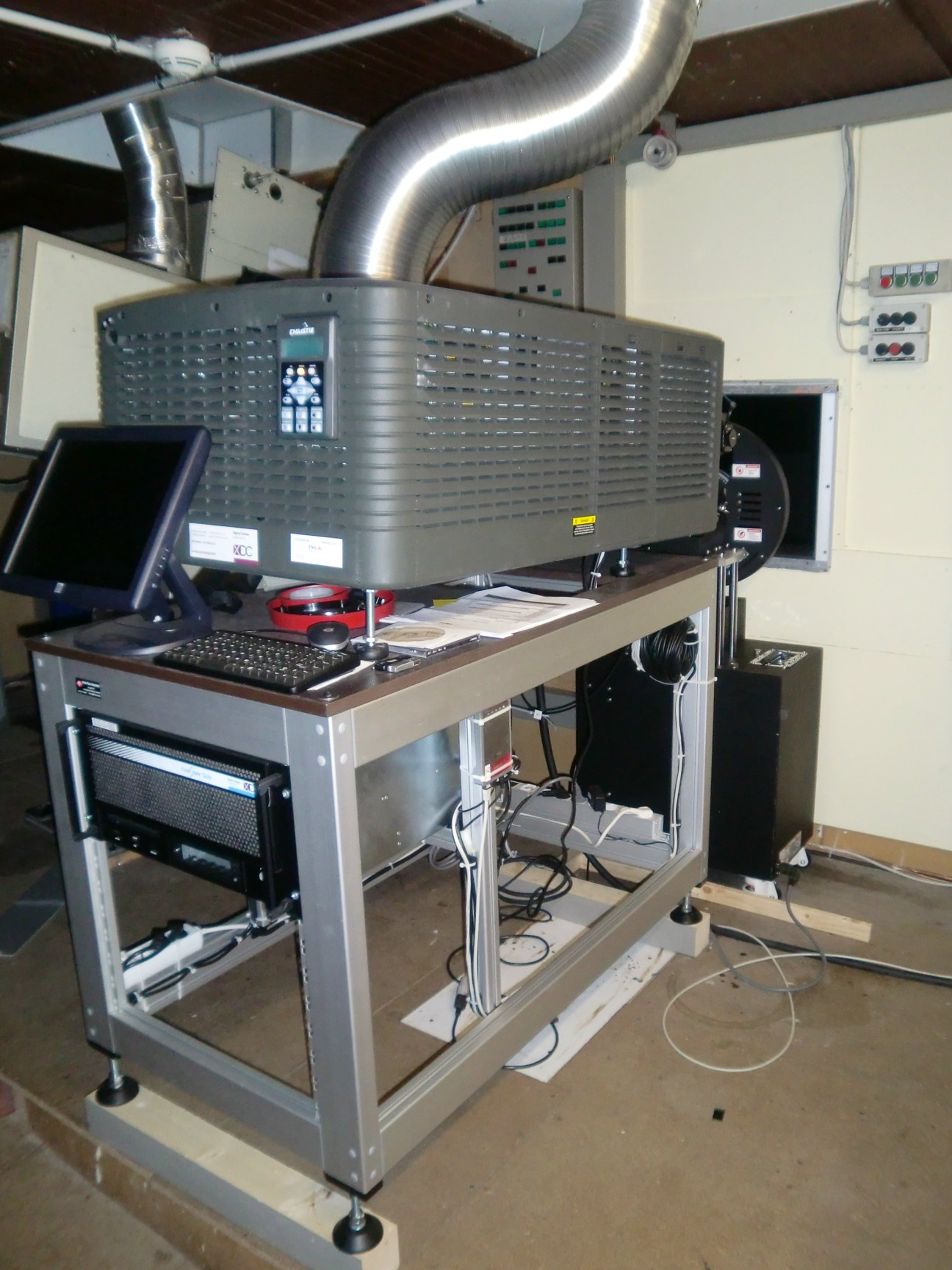
Projektor der Firma Christie von hinten

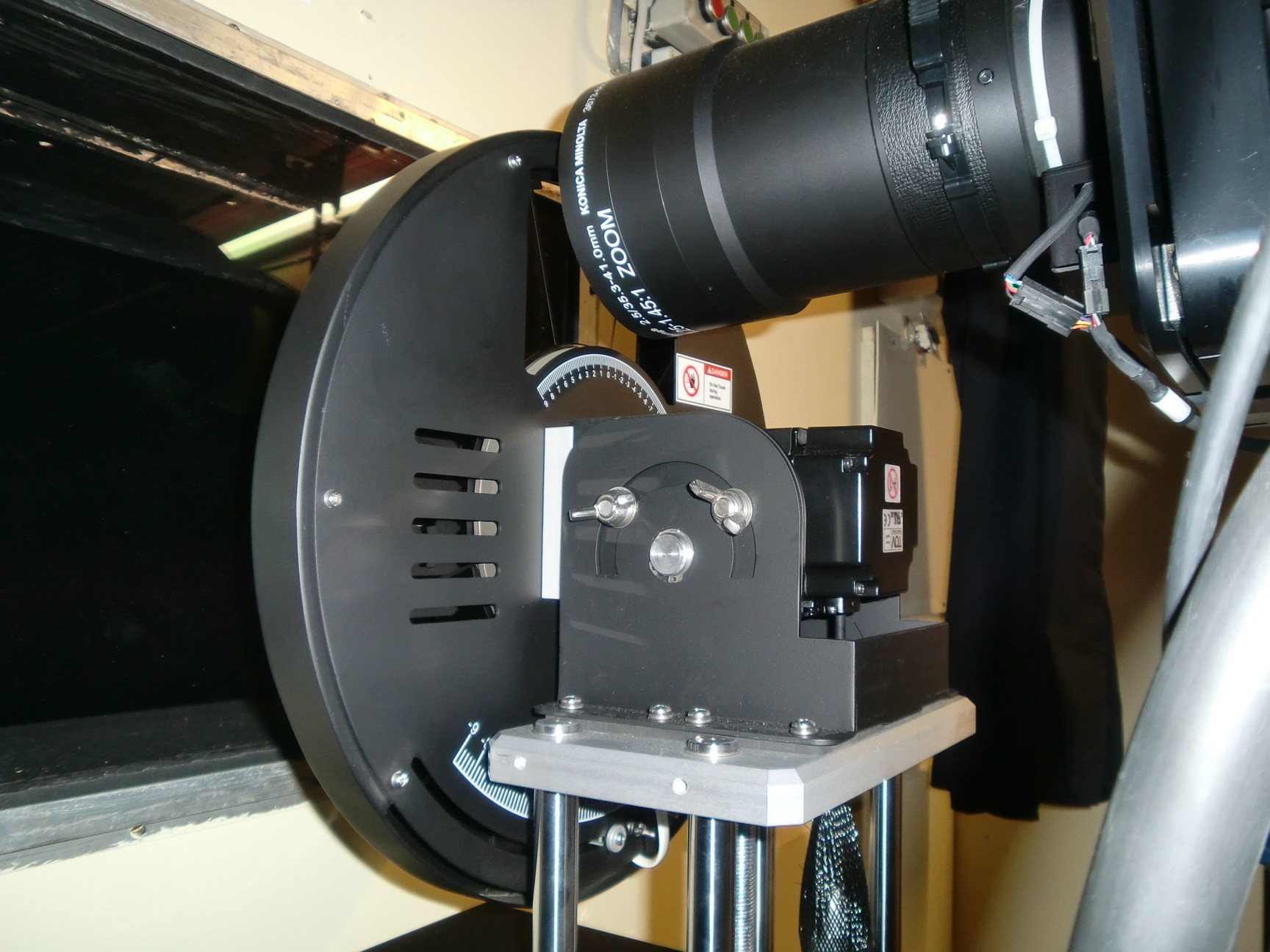
Projektor der Firma Christie mit Polarisationsrad

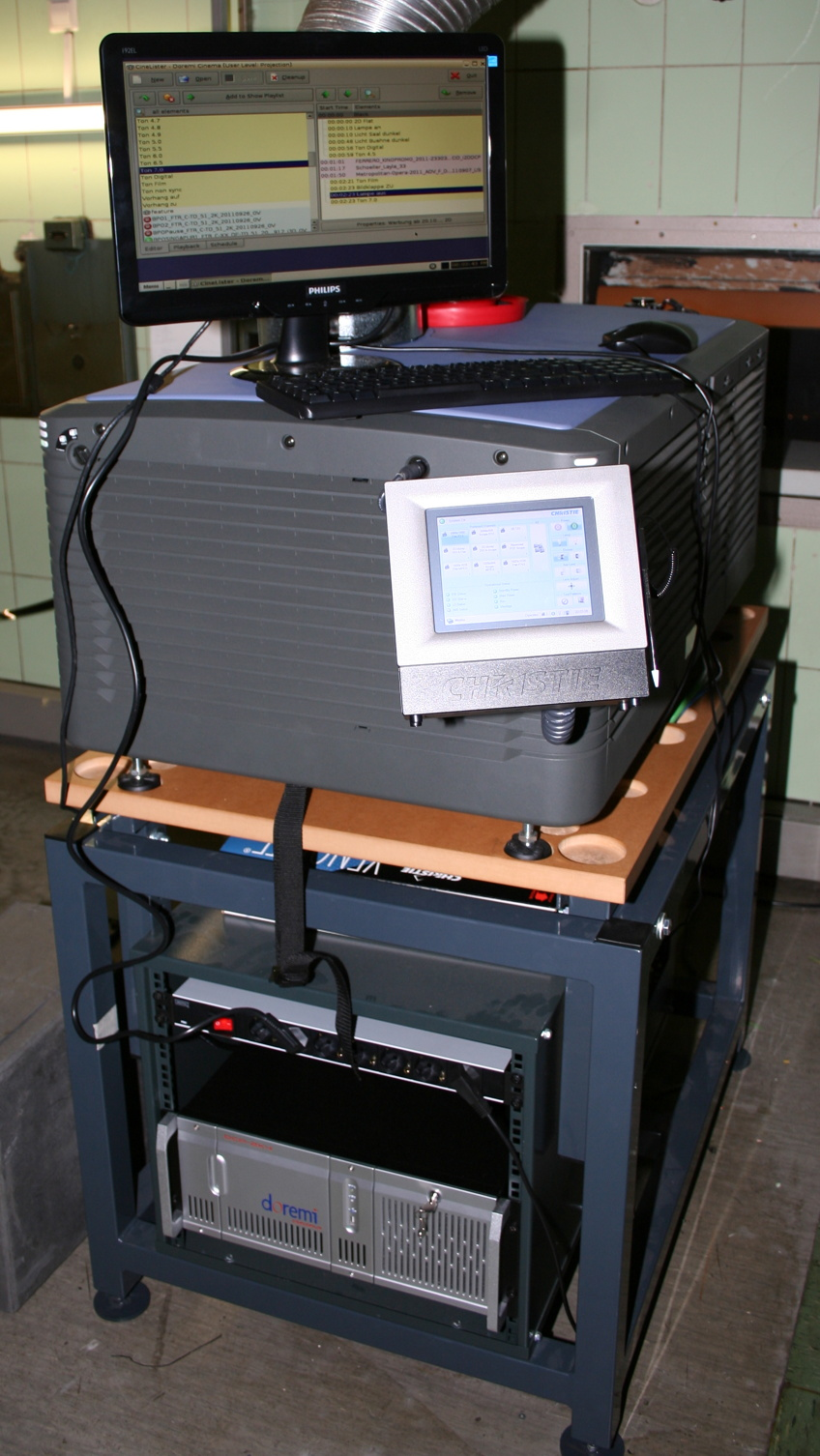
Projektor der Firma Christie mit Touchscreen und Monitor/Tastatur vom Server „Doremi“

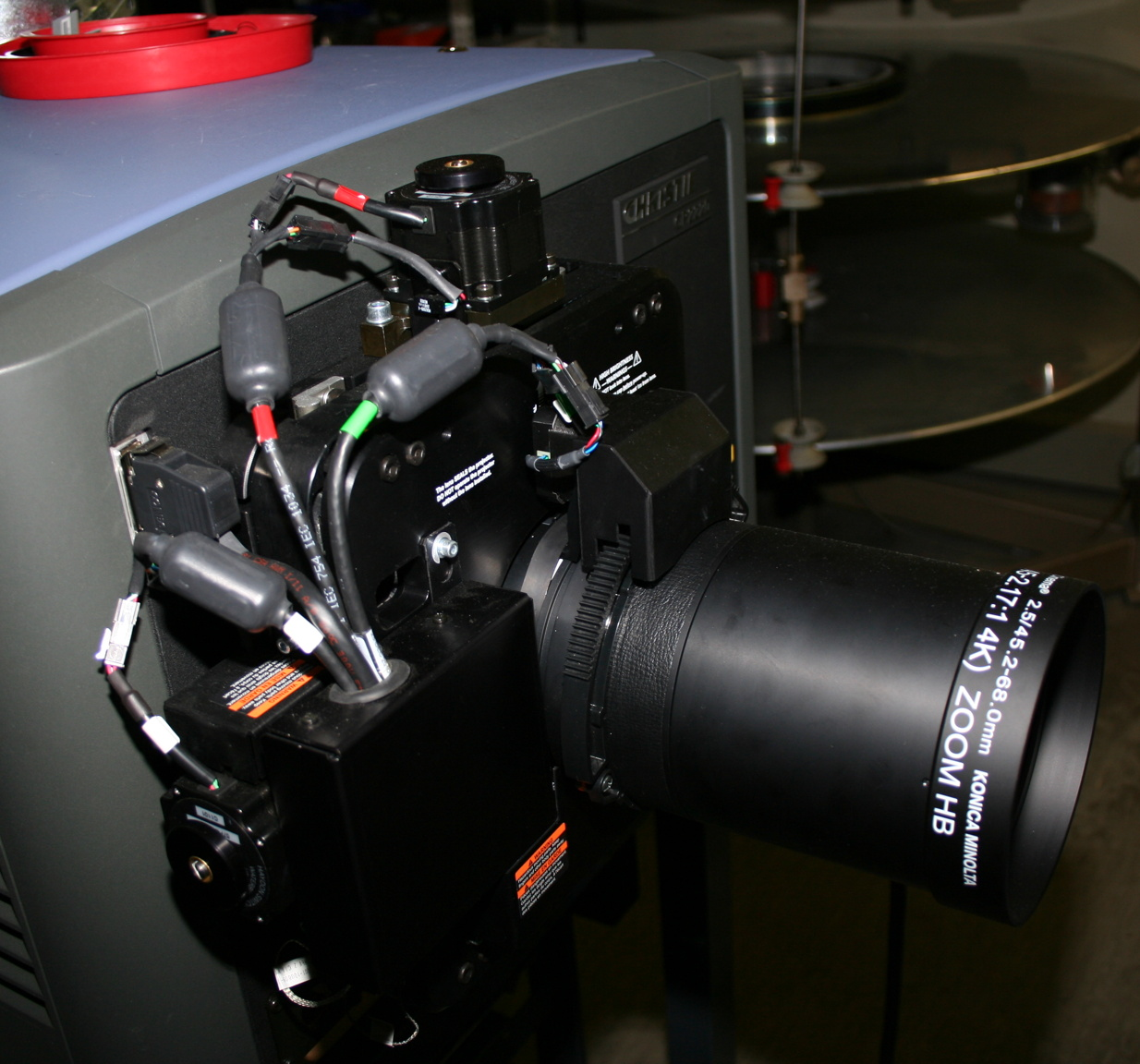
Projektor der Firma Christie, Objektiv

Die Wiedergabe erfolgt durch einen Rechner und einen Digitalprojektor. Zum Schutz vor Raubkopien sind beide typischerweise in einem Gehäuse untergebracht, so dass der Datenstrom zwischen Entschlüsselung und Wiedergabe nicht mit einfachen Mitteln abgegriffen werden kann.
Ein Projektor für digitales Kino muss viel höhere Anforderungen erfüllen, als ein typischer Consumer-Videobeamer leisten kann. Neben höherer Auflösung (2K oder 4K gegenüber üblicherweise 1080p), Farbtiefe (12 Bit pro Grundfarbe statt 8 Bit bei Blu-Ray) und Farbraum (DCI statt Rec.601 oder 709) ist vor allem eine deutlich höhere Leuchtstärke notwendig, um die große Kinoleinwand ausreichend zu beleuchten (Xenon-Lampen von 0,8–10 kW statt der im Heimkino gebräuchlichen UHP-Lampen mit 200–300 W). Momentan konkurrieren zwei Technologien für digitale Kinoprojektoren um die Gunst der Kinobetreiber und Standardisierungsgremien sowie eine dritte als Prototyp:

### Digital-Light-Processing (DLP)-Projektoren
Digital-Light-Processing-, kurz DLP-Projektoren, verwenden Digital Mirror Devices (kurz DMD-Chips) von Texas Instruments. Diese bestehen aus Millionen kleiner matrixförmig angeordneter Spiegel, die auf Wippen gelagert sind (siehe Mikrospiegelarray). Je nach Position eines Spiegels wird das Licht der Lampe zum abbildenden Objektiv reflektiert (Pixel hell) oder daran vorbeigeleitet (Pixel dunkel). Je häufiger (und damit länger) ein Spiegel während eines Frames (1/24 s) in der On-Stellung ist, desto heller ist das Pixel. Bei den von Texas Instruments für den Bereich Digitalkino angebotenen und unter der Bezeichnung „DLP-Cinema“ vertriebenen Systemen ist für jede der drei Grundfarben Rot, Grün und Blau ein eigener Chip zuständig, deren unichrome Bilder über Farbfilter und Prismen zum fertigen Bild zusammengefügt werden. Derzeit (2012) gibt es die DMD-Chips für Digitalkino mit Diagonalen von 0,98 und 1,2 Zoll bei 2028 × 1080 (2K) Bildpunkten, und 1,38 Zoll bei 4096 × 2160 (4K) Bildpunkten Auflösung.
DLP-Projektoren haben sehr hohe Kontrastverhältnisse.
Texas Instruments beliefert NEC, Christie und Barco mit DMD-Chips zur Integration in deren Projektoren.

### LCoS-Projektoren
Projektoren mit Liquid Crystal on Silicon (LCoS)-Technik arbeiten ähnlich wie die DLP-Geräte. Statt eines Chips mit kleinen Spiegeln kommt allerdings ein LCD zum Einsatz. Dieses reflektiert ebenfalls das Licht der Projektorlampe auf eine Leinwand. Kontrast und Schwarzwert entsprechen denen der DLP-Projektoren. Im Gegensatz zu den DMD-Chips benötigen LCoS-Chips aber keine Stege zwischen den einzelnen Pixeln, was auch eine höhere Lichtausbeute bedeutet. Die Technik wird unter anderem von Sony unter dem Namen SXRD (Silicon X-tal Reflective Display) und von JVC unter dem Namen D-ILA (Direct Drive Image Light Amplifier) kommerziell eingesetzt. Digitalkinotaugliche 4K-Projektoren verwenden derzeit diese Technik.
Nachteil dieser Technik: Die Farben verändern sich mit der Zeit durch die hohe Temperatur der Lampe, da die Flüssigkristalle bei Hitze instabil werden.

### Laser-Projektoren
Als weitere Technik gibt es die Laser-Projektoren. Diese werfen das Bild mit drei diodengepumpten Festkörperlasern (628 nm, 532 nm und 446 nm) auf die Leinwand. Im Gegensatz zu den anderen beiden Lösungen kommen Laser-Projektoren ohne eine Optik aus. Dadurch können gewölbte Leinwände ohne Schärfeverluste genutzt werden. Ein weiterer Vorteil ist die variable Auflösung von Laser-Projektoren. Diese wird (fast) nur durch die Ansteuerungselektronik beschränkt. Anfangs wurde diese Technik hauptsächlich von Planetarien eingesetzt.
Seit Mitte 2015 werden die ersten Kinos der belgischen Kinepolis-Gruppe auf den Laserprojektor DP4K-60L von Barco umgerüstet; in Deutschland das Kino 4 im Cinedom in Köln.

## Akteure

### Die Hollywood-Studios
Die den Weltmarkt dominierenden Produzenten – die Major Hollywood-Studios – haben mit ihrer Initiative zur Standardisierung des Digitalen Kinos DCI inzwischen sämtliche Standardisierungsfragen geklärt. Sie haben das größte Interesse an der kompletten Digitalisierung des Kinos und sie sind in der Lage, dies mit dem nötigen Nachdruck weltweit durchzusetzen.

### Politik
Generell spielt die Politik beim D-Cinema weder in den USA noch in Europa eine große Rolle. In asiatischen Ländern und besonders in China nimmt die Politik jedoch gezielt Einfluss. Dabei sind jedoch unterschiedliche Auffassungen über das Wesen des guten Films maßgeblich.
In den USA zählt Film nicht als kulturelles, sondern als wirtschaftliches Gut. Insofern gibt es keine staatliche Förderung für D-Cinema. Den großen Studios kommt allerdings der Digital Millennium Copyright Act (DMCA) entgegen, der unter anderem die Umgehung eines Kopierschutzes verbietet und den Rechteinhabern umfangreiche Befugnisse bei der Verfolgung von Raubkopierern einräumt.
In Europa hingegen werden Film und Kino als kulturelles Gut betrachtet. Zahlreiche staatliche und europäische Filmförderungen unterstützen Filmemacher und Kinos finanziell. Für Pilotprojekte wie zum Beispiel das weiter unten erwähnte CinemaNet Europe werden Finanzmittel aus dem MEDIA-Programm bereitgestellt. Weder die Europäische Union noch die deutsche Bundesregierung sehen allerdings einen Bedarf, sich in Standardisierungsverfahren einzubringen.
Anders in China. Das Land erlebt durch die Globalisierung momentan einen gewaltigen wirtschaftlichen Aufschwung. Durch High-Tech-Prestigeprojekte wie den Transrapid soll die neue Bedeutung Chinas demonstriert werden. Auch im Unterhaltungsbereich findet momentan – vom Staat gesteuert – ein technischer Umbruch statt. Da viele Kinos und Multiplexe gerade erst aus dem Boden schießen, bietet es sich hier an, gleich auf Digitaltechnik zu setzen. Durch die enge Verzahnung von Staat und Wirtschaft kann China eigene Standards beim D-Cinema einführen. Der staatliche Monopolist China Film Group (CFG) reglementiert ausländische Importe und steuert Chinas Filmmarkt. Ihr Chief Technical Officer, Chen Fei meint:
The Chinese government realizes that digital movie technology is a good opportunity to push the Chinese cinema industry to reach [that of] the developed countries’ level. (Lit.: Freeman, 2004)
Die chinesische Regierung plant, als Pilotprojekt 100 DLP-Projektoren in Kinos zu installieren. Als einer der größten Weltmärkte der kommenden Jahrzehnte ist China aber auch für Hollywood interessant. Einer der Gründe, warum Hollywood einen möglichst hochqualitativen Standard für D-Cinema fordert, ist die Angst, dass China diesen Standard sonst als minderwertig erachten und eigene Standards schaffen könnte. (Lit.: Freeman, 2004)

### Internationale Standardisierungsgremien
Ein Gremium ist die Arbeitsgruppe ITU-R SG 6 der Internationalen Fernmeldeunion (ITU), die eine UN-Einrichtung ist. Die ITU vertritt die Broadcastseite und hat unter anderem den HDTV-Standard erarbeitet. Die ITU versucht, den HD-Standard 1080p als Grundlage für D-Cinema zu etablieren. Ein Vorhaben, das die Verleihe zurückgewiesen haben, da die Bildqualität von HD nicht für die Kinoprojektion ausreiche. Gegenwärtig spielt die ITU-R SG 6 eine Randrolle:
We think that movie people know the most about the movies, not broadcast people. We’re asking the ITU to step back and let the international cinema standards groups decide the best standards for cinema.  (Wendy Aylsworth von Warner Bros, verantwortlich für die Kommunikation zwischen ITU und DCI, Februar 2003) (Lit.: FFA-Studie, 2003)
Das European Digital Cinema Forum (EDCF) soll ebenfalls standardisierend tätig werden. Allerdings ist seine wirtschaftliche und politische Macht sehr gering im Gegensatz zur SMPTE-Arbeitsgruppe. Die Statusreports des EDCF lassen auf wenig Fortschritte schließen. Ein allgemein verbindlicher Standard wird aus diesen Gründen kaum vom EDCF kommen.
Die SMPTE DC 28 ist die D-Cinema-Arbeitsgruppe der Society of Motion Picture and Television Engineers. Diese Vereinigung ist in den USA die maßgebende Standes- und Standardisierungsorganisation im Film- und Fernsehbereich. Wegen des internationalen Einflusses der amerikanischen Unterhaltungsindustrie haben die Standards der SMPTE auch in Europa Bedeutung.
Die SMPTE DC 28 erarbeitet momentan Standards für die digitale Verwertungskette. Sowohl die Produktionsseite als auch die Verleihe sind in diesem Gremium vertreten, so dass die Entscheidungen der Arbeitsgruppe mit großer Wahrscheinlichkeit allgemein angenommen werden.
Überraschend großen Einfluss auf den Standardisierungsprozess nimmt allerdings die Digital Cinema Initiatives (DCI) – ein Zusammenschluss der sieben großen Hollywoodstudios Disney, 20th Century Fox, MGM, Paramount, Sony, Universal und Warner Bros. Im Februar 2002 gegründet hat die DCI inzwischen eine Spezifikation vorgelegt, welche die Anforderungen der Verleihe an die Digitaltechnik beschreibt. Dieses Dokument ging als „Ankündigung“ an die SMPTE DC 28, womit die DCI explizit die SMPTE DC 28 als Standardisierungsgremium stärkt. Im April 2007 wurde Version 1.1 der DCI System Requirements and Specifications for Digital Cinema veröffentlicht.

### Produktion
Für die Filmproduzenten hat die Digitalisierung mittel- bis langfristige Vorteile.
Lucasfilm gibt bei Star Wars III die Einsparung an Filmmaterialkosten gegenüber der verwendeten Digitaltechnik (Sony hdcam sr) mit 1,8 Millionen Dollar an, bei einem Gesamtbudget von 113 Millionen Dollar. Ansonsten wird die Arbeit am Set eher komplizierter, es werden kalibrierte Monitore und diverse andere Messgeräte (Vectroscop etc.) nötig. Der Belichtungsspielraum der lichtempfindlichen Chips ist kleiner als bei Film, besonders in den Lichtern (hellen Bildstellen) besteht die Gefahr des Clippings, es muss also noch sorgfältiger geleuchtet werden. Beispielsweise bedeutet es bei „Tag außen“-Szenen mit wolkenlosem Himmel deutlich mehr Aufwand, den Motivkontrast in Grenzen zu halten.
Bei Low-Budget-Produktionen fällt die Rechnung anders aus, das heißt die Produktionen, die sowieso auf Video drehen mussten, können jetzt mit modernen, relativ preiswerten digitalen Kameras (z. B. RED One) mit deutlich besserer Qualität drehen.
In der Weiterverarbeitung ändert sich nichts, inzwischen wird praktisch immer das Kameranegativ als erstes digitalisiert und mit diesen Daten weitergearbeitet.
Ein Vorteil ist, hochaufgelöste Muster sofort am Set zu haben anstatt am nächsten Tag.
Bei einer Filmproduktion können Fehler in der Aufnahme nicht sofort erkannt werden, sondern frühestens am nächsten Tag, sofern hierfür ein Etat, eine Position im Stab und ein Labor in der Nähe zur Verfügung stehen.

### Filmschaffende
Einige Filmschaffenden stehen der Technologie skeptisch gegenüber, andere befürworten sie massiv – ein bekannter Ausspruch George Lucas diesbezüglich ist „I will probably never ever shoot another film on film“.
Einige Beispiele für entschiedene Befürworter des digitalen Kinos sind:
- Bryan Singer: Superman Returns
- Mel Gibson: Apocalypto
- David Fincher: Zodiac – Die Spur des Killers
- Michael Mann: Miami Vice, Collateral
- Steven Soderbergh: Che – Revolución, Che – Guerrilla
- Sidney Lumet: Tödliche Entscheidung – Before the Devil Knows You’re Dead
- Anthony Hopkins: Slipstream
- Lilly Wachowski und Lana Wachowski: Speed Racer
- Francis Ford Coppola: Jugend ohne Jugend
- George Lucas: Star Wars Episode II und III
- Robert Altman: A Prairie Home Companion
- Lee Tamahori: Next
- Robert Rodriguez: Sin City, Grindhouse
- Tony Scott: Déjà Vu – Wettlauf gegen die Zeit
- Lars von Trier: Dogville, Manderlay
- Michael Moore: Bowling for Columbine
- Sylvester Stallone: Rocky
- David Zucker: Scary Movie 4
- Peter Jackson: Crossing the line
- James Cameron: Die Geister der Titanic, Aliens of the Deep, Avatar
- Robert Zemeckis: Polar Express, Die Legende von Beowulf
- David Lynch: Inland Empire

Neutrale Vertreter, die sowohl die Digitale Kinokamera als auch 35-mm-Film einsetzten:
- Jean-Jacques Annaud: Zwei Brüder
- Tim Burton: Corpse Bride

Zu den bekanntesten Gegnern des Digitalkinos sowohl bei der Aufnahme als auch bei der Projektion gehören Quentin Tarantino und Christopher Nolan, welche beide bislang keinen ihrer Filme digital gedreht haben und nebenbei des Öfteren Statements gegen das Digitalkino setzen, indem sie auch auf weniger verbreitete Filmformate wie 70-mm-Film oder klassisches IMAX zurückgreifen und entsprechende Kopien in Umlauf bringen, wie z. B. Nolan bei Interstellar oder Tarantino bei The Hateful Eight, teilweise statteten sie hierfür auch schon Kinos auf eigene Kosten mit entsprechenden Projektoren aus.
Die größten Vorteile der Digitaltechnik sind
- sofortige Kontrolle des Ergebnisses vor Ort möglich
- geringere Produktionskosten pro Aufnahmezeit

### Technikausstatter
Die Technikanbieter für das digitale Kino kommen aus zwei verschiedenen Bereichen.
Die klassischen Filmtechnik-Hersteller wie Panavision oder ARRI mussten sich den neuen Anforderungen der digitalen Filmtechnik stellen, um den Markt weiter bedienen zu können. Dabei können sie auf langjährige Vertriebserfahrung, hohe Qualität und eine starke Kundenbindung zurückgreifen. Andererseits haben deutlich größere Konzerne wie beispielsweise Sony, aber auch finanzstarke Einsteiger wie RED, bereits extrem hohe Stückzahlen verkaufen können – beispielsweise hat Sony bereits über 30.000 HDCAM-Geräte im Markt, während ARRI erst hunderte ausliefern konnte.
Panavision, der in USA marktbeherrschende Kameraverleiher, ließ von Sony die 1080p-Kamera Genesis entwickeln und verleiht diese erfolgreich. Deutlich weiter verbreitet sind die D-Cinema-Kameras Viper von Grass Valley und die HDCAM-Kameras 900 sowie 750 von Sony. Mit der Viper und der Sony HDCAM 900 wurde zum Beispiel Collateral gedreht, mit den Sony-Kameras beispielsweise Star-Wars Episode III.
Arri bietet die D21, noch höhere Auflösung ermöglicht die ONE des Herstellers RED.
Elektronikunternehmen wie Sony drängten ab dem Jahr 1999 als Pioniere auf den Digital-Cinema-Markt. Sie verfügen über großes Know-how bei Datenverarbeitung, -filterung, -kompression und -speicherung. Momentaner Stand der Technik ist das 1080p-Format, das mit einer Auflösung von 1920 × 1080 Bildpunkten den derzeitigen Löwenanteil aller digitalen Kinoproduktionen der US-Majors darstellt.
Das digitale Kino ist für Kinobetreiber eine erhebliche Investition: Ein digitaler Kinoprojektor kostet noch über 50.000 Euro, ein Filmprojektor hingegen nur rund 5.000 Euro. Jedoch wächst der Konkurrenzdruck durch das Heimkino, wo das HDTV-Format mit bis zu 2 Millionen Bildpunkten sich durchzusetzen beginnt.

### Verleihe
Für die großen Filmverleihe ist die Digitalisierung Segen und Fluch zugleich. Durch den Verzicht auf Filmkopien können sie über eine Milliarde Dollar pro Jahr einsparen. Andererseits müssen die Verleihe befürchten, ihr Oligopol zu verlieren, da Filmproduzenten nun auch ohne einen Verleih ihre Filme in die Kinos bringen können.
Die Erleichterungen für die Verleihfirmen gehen so weit, dass sich die Frage nach deren Existenzberechtigung als Mittler zwischen Rechteinhabern und Kinobetreibern stellt.
Außerdem besteht bei digitalen Kopien eine viel höhere Gefahr, dass diese an Raubkopierer und Tauschbörsen gelangen.
Trotzdem erwarten die Verleihe gewaltige Einsparungen und treiben die Entwicklung des D-Cinema voran. In der Digital Cinema Initiatives haben sich die sieben großen Hollywoodstudios Disney, Fox, MGM, Paramount, Sony, Universal und Warner Bros. zusammengeschlossen, um die Interessen der Verleihe zu vertreten. Wie oben erwähnt bringt sich die DCI aktiv in den Standardisierungsprozess ein.
Ein wenig anders sieht es bei kleineren Independent- und Filmkunstverleihen aus. Die digitale Technik böte ihnen – wenn sie flächendeckend verbreitet wäre – die Möglichkeit, mit ihrem Film in möglichst vielen Kinos gleichzeitig an den Start zu gehen. Durch die Kosten der 35-mm-Kopien werden sie heute oftmals daran gehindert, einheitliche Werbemaßnahmen durchzuführen, da die wenigen Kopien oft monatelang durch das Land geschickt werden. Maßnahmen bei der Veröffentlichung eines Films können somit zentraler gesteuert und auch mit weniger Personalaufwand gemeistert werden.
Die digitale Technik scheint also von Vorteil für Independent-Filmer zu sein. Allerdings ist es heute so, dass auch von Blockbustern nur eine begrenzte Zahl von Kopien für die Kinos gefertigt wird. Kleinere Kinos haben daher nicht die Chance, aktuelle Blockbuster zu bekommen. Sie müssen daher oft Independent-Programm anbieten. Wenn alle Kinos digitalisiert sein sollten, können die kleinen Kinos auch Blockbuster spielen. Den Independent-Filmern droht daher auch ein Verlust von Abspielstätten.

### Kinos
Während die Verleihe enorme Einsparungen erwarten, kommen auf die Kinobetreiber ebenso enorme Investitionen zu. Nach der letzten großen Investitionswelle für Surround-Systeme wie Dolby Digital, DTS oder SDDS, die in den 1990er-Jahren abgeschrieben wurden, stehen hier nun Investitionen für digitale Projektionstechnik, aber auch für weiterentwickelte Surround-Systeme wie zum Beispiel Dolby Atmos, an.
Während ein 35-mm-Projektor bereits für 5.000 Euro zu kaufen ist, kosten selbst kleinere D-Cinema-Systeme (inkl. Server) wie bspw. die von DCS (digital cinema services GmbH) eingesetzten schon erheblich mehr, während große 4K-Systeme sogar bis über 100.000 Euro kosten können. Viele Kinobetreiber wünschen von den Verleihen finanzielle Unterstützung bei der Umrüstung. In Deutschland ist dies auch bereits insofern geschehen, als über das europäische Digitalkinonetzwerk CinemaNet Europe europäische Fördergelder in das Projekt beantragt wurden. Ebenso ist in Deutschland im Gegensatz zu den USA die Filmbranche noch mehr unter dem „Kulturlabel“ zu suchen, so dass sich zumindest in Deutschland auch zahlreiche Filmförderanstalten an der Cofinanzierung dieser Kinoausstattungen beteiligt haben.
Neue Einnahmequellen könnten dennoch durch E-Cinema erschlossen werden. Mit den digitalen Projektoren können Konzerte, Sportereignisse oder Computerspielturniere gezeigt werden. Auch kontextsensitive Kinowerbung – abhängig von Uhrzeit oder Publikum des Hauptfilms – ist möglich und würde der Kinowerbung eine neue Dynamik verleihen.
Die einen Kinos stellen auf Digitaltechnik um, während andere schließen, so etwa in den Jahren 2012 und 2013 alleine in der Stadt Salzburg drei Kinos, zuletzt das 109 Jahre laufende Mozartkino, weil es dem Kino-Betreiber schon schwerfiel, aktuelle Filme überhaupt noch auf Analogfilm zu bekommen. Das Mozartkino wurde nach über einem Jahr Spielpause im November 2014 wieder eröffnet, die Anschaffungskosten der Digital-Projektoren wurden vom Altstadthotel Kasererbraeu und dem Land Salzburg getragen.

### Intermediäre
Verleihe und Kinos stehen nun vor dem Henne-Ei-Problem. Die Verleihe können die Einrichtung des Vertriebsnetzes und die Ausrüstung der Kinos ebenfalls nicht aus der eigenen Tasche zahlen. Hinzu kommt, dass weder Verleihe noch Kinos Erfahrung mit der Übertragung von digitalen Daten haben.
In diese Lücke treten Intermediäre. Sie finanzieren sowie bauen die Distributionsinfrastruktur und vermieten diese an Kinos und Verleihe. Dabei bieten sie meist eine komplette Prozesskette von der Produktion bis zur Projektion an. Dazu gehört auch der Betrieb von Playoutcentern, die das digitale Filmmaster an die Kinos ausliefern.
Besonders aktive Akteure in diesem Bereich sind die deutsche Media Broadcast, Technicolor und Boeing Digital Cinema sowie die europäische Ymagis oder XDC-Initiative. (Lit.: Slansky, 2004)

## Ausblick
Inzwischen werden nahezu keine mechanischen Projektoren mehr verkauft und hergestellt, und die Verkaufszahlen von D-Cinema-Systemen haben seit 2005 die mechanischen Projektionssysteme übertroffen. Insbesondere die durch die DCI realisierte Standardisierung und Entwicklung, die durch Firmen wie AccessIT oder AAM bereitgestellte Finanzierung in Milliardenhöhe und das Einschwenken klassischer Kinotechnikanbieter wie Kodak, Technicolor und Christie auf digitale anstelle mechanischer Technik waren hierfür ausschlaggebend.
Die durch das D-Cinema ermöglichten beträchtlichen Einsparungen und Qualitätssteigerungen sind für die Kinoindustrie relevant, und so werden, insbesondere in den USA, derzeit mehrere Tausend Leinwände pro Jahr von 35 mm auf digital umgestellt. Deutschland war hierbei zunächst weniger weit entwickelt: Während in den USA seit 2005 300 bis 400 Leinwände monatlich umgestellt werden, waren Stand Sommer 2008 in Deutschland erst rund 150 Kinos digital.
Im Laufe des Jahres 2009 hat sich jedoch die Anzahl digital bespielter Leinwände weltweit sehr stark erhöht, wobei es Europa gelang, einen Teil seines bisherigen Rückstandes aufzuholen. Insbesondere im Vorfeld des Kinostarts von James Camerons stereoskopischem Blockbuster Avatar – Aufbruch nach Pandora wurde hier von manchen Kinoketten ein großer Teil der Spielstätten und Säle umgerüstet, so dass insgesamt eine Verdreifachung der Verbreitung digitaler Kinostätten zu verzeichnen war:
Den Statistiken [des europäischen Film-Promoters] MEDIA Salles zufolge ist die Zahl der Kinosäle in Europa, die mit DLP-Projektoren oder SXRD/LCoS-Technologie ausgerüstet sind, bis zum 31. Dezember 2009 auf 4.693 gestiegen – ein Zuwachs von 206,9 % gegenüber 2008. […] Die meisten digitalen Kinos [Europas] befinden sich nach wie vor in Westeuropa. […] Die Länder mit den höchsten Zuwächsen sind gleichzeitig auch die Länder, in denen es die größte Zahl digitaler Kinoleinwände gibt [(Frankreich, das Vereinigte Königreich, Deutschland, Italien, Spanien)]. Der Marktanteil [der digitalen Kinos an allen Kinos in Europa] war somit im Dezember 2009 auf 13 % gestiegen – gegenüber 4,1 % im Jahr zuvor. […] In Europa sind es vor allem die großen Kinoketten, die verstärkt auf die digitale Technologie setzen. […]
Tirol hatte bis 2011 als erstes Bundesland Österreichs alle Kinos auf digitale Projektion umgestellt.
In puncto Bildqualität in technischer und ästhetischer Hinsicht werden voraussichtlich erst zukünftige plenoptische Lichtfeldkameras und sicherheitstechnisch verbesserte Laserprojektoren würdige Nachfolger von gut belichtetem, hochwertig digital nachbearbeitetem und wieder ausbelichtetem, sauber projiziertem chemischem Filmmaterial sein. Es gibt Hinweise, dass der Grund für die bis dato unübertroffene Wirkung, und letztlich steht diese ja im Vordergrund bei einem Unterhaltungs- und Kunstmedium, von Analogmaterial auf Menschen darin liegt, dass sowohl analoger Film als auch das menschliche Auge auf Lichtreize chemisch reagieren.
Wie schon in vielen anderen Bereichen, zieht nun auch die LED-Technik als Wiedergabe-Medium in die Kinosäle. Samsung stattete hierzu die ersten Kinos in Europa aus. Die "Onyx Cinema LED"-Wand ist DCI-zertifiziert, misst 10,3 m mal 5,4 m und besteht aus 96 einzelnen austauschbaren Modulen die zusammen eine 4k-Auflösung bieten. Das Bild kann dabei bis zu 10-mal heller im Vergleich zur herkömmlichen Projektionstechnik sein. Dem reduzierten durchschnittlichen Energieverbrauch und der hohen Lebensdauer stehen bislang nur die fehlende Schalltransparenz gegenüber, was eine veränderte Lautsprecherpositionierung notwendig macht.

## Weitere Vor- und Nachteile
Bei einem Filmprojektor sind einige mechanische Bauteile notwendig, die einen absolut ruhigen Bildstand verhindern. So werden zum Beispiel durch das Malteserkreuz und die Schaltrolle Kräfte auf den Film ausgeübt. Diese Kräfte bewirken, dass sich der Film je nach Projektor, Wartung der Maschine oder der Qualität der Filmkopie vor dem Bildfenster mehr oder weniger stark bewegt, was aber bei richtig eingestellten Projektoren nicht wahrnehmbar ist.
Bei der digitalen Projektion hingegen gibt es prinzipbedingt weniger mechanische Einflüsse. Während bei der DLP-Technik ein Farbrad hinter dem DLP-Chip rotiert und dieser selbst bewegliche Spiegel verwendet, gibt es bei Projektoren mit LCoS-Technik keine mechanischen Bauteile. Derzeit setzt nur Sony auf diese Technik.